# 今井賢一 (経営学者)
今井 賢一（いまい けんいち、1931年8月7日 - 2021年11月25日）は、日本の経営学者。スタンフォード大学名誉シニアフェロー、一橋大学名誉教授。

## 人物
一橋大学商学部長等を経て、一橋大学学長選挙で落選し、スタンフォード大学教授に転身。東京大学エッジキャピタルシニアアドバイザー、京都府特別参与等を務めた。紫綬褒章受章。
宮川公男（一橋大学名誉教授）は、大学予科時代からの友人。指導学生に佐久間昭光（一橋大学名誉教授）、伊丹敬之（一橋大学名誉教授）、岸田民樹（名古屋大学名誉教授）など。
2021年11月25日、肺炎のため死去。90歳没。死没日をもって正四位に叙された。

## 学歴
- 1953年 一橋大学経済学部卒業（山田雄三ゼミ）[7]
- 1956年 一橋大学大学院経済学研究科修了
- 1977年 一橋大学商学博士

## 職歴
- 1964年 一橋大学商学部附属産業経営研究施設助教授
- 1971年 一橋大学商学部附属産業経営研究施設教授
- 1985年 一橋大学商学部長
- 1986年 一橋大学学長選除斥[8]
- 1990年 スタンフォード大学経済学部教授、スタンフォード大学国際研究所上級研究員[9]
- 1991年 スタンフォード日本センター理事長（2002年8月迄）、同研究部門所長（2000年8月迄）[9]
- 1995年 京都府中小企業総合センター所長
- 1996年 財団法人京都産業情報センター監事
- 2001年 株式会社アーニス・サウンド・テクノロジーズ代表取締役社長兼務
- 2004年 株式会社東京大学エッジキャピタル取締役
- 2010年 株式会社東京大学エッジキャピタルシニア・アドバイザー[10]
  - この間国際価格構造研究所所長、京都府中小企業総合センター（現京都府中小企業技術センター）所長、京都府特別参与、通商産業省産業構造審議会産業情報化小委員会委員長、物価安定政策会議委員、行政改革推進本部情報・通信作業部会専門委員、通商産業省産業構造審議会産業金融小委員会委員長、地域経済総合研究所評議員、立命館アジア太平洋大学アカデミック・アドバイザー等を歴任[11]。

## 受賞・受勲
- 1969年「産業組織論からみたエネルギー産業」（『日本の産業組織』（岩波書店）所収）で エコノミスト賞
- 1976年『現代産業組織』で 日経・経済図書文化賞
- 紫綬褒章（1995年）
- 情報社会科学賞
- 勲三等旭日中綬章（2002年）[12]

## 著書
- 『現代産業組織』岩波書店, 1976
- 『日本の産業社会 進化と変革の道程』筑摩書房, 1983.6
- 『情報ネットワーク社会』岩波新書 1984.12
- 『情報ネットワーク社会の展開』筑摩書房, 1990.1
- 『資本主義のシステム間競争』筑摩書房, 1992.4
- 『創造的破壊とは何か日本産業の再挑戦』東洋経済新報社, 2008.5

### 共編著
- 『経済成長と産業構造』山田雄三,塩野谷祐一共編. 春秋社, 1965
- 『現代の経済と技術 第11 経営革新』石原善太郎,宮川公男共著 講談社, 1967
- 『新経営学全集 第6巻  意思決定論』占部都美,宮下藤太郎共著 日本経営出版会, 1968
- 『情報と技術の経済分析 (研究報告 村上泰亮,筑井甚吉共著. 日本経済研究センター, 1970
- 『現代経済学 1-3 価格理論. 1-3』今井賢一 [等]著 岩波書店, 1971-72
- 『企業行動と経営組織 (企業行動コンファレンス報告』岡本康雄, 宮川公男共編. 日本経済新聞社, 1971
- 『現代日本の企業と社会 (企業行動コンファレンス報告』土屋守章共編. 日本経済新聞社, 1975
- 『現代経済の分析』全3巻　新開陽一共編. 日本経済新聞社, 1976-78
- 『日本の産業 4  地域からの産業論』中村秀一郎共編 筑摩書房, 1980.4
- 『欧米の電気料金制度』編著. 日本電気協会, 1981.12
- 『内部組織の経済学』伊丹敬之,小池和男共著. 東洋経済新報社, 1982.4
- 『21世紀をめざす研究開発型企業 ハイテク企業の未来戦略』香西泰共編著. 東洋経済新報社, 1984.11
- 『ベンチャー経営の基本戦略』石井威望共編著. 日本経済新聞社, 1985.3
- 『イノベーションと組織』編著. 東洋経済新報社, 1986.4
- 『経済の生態 情報とシステムpart 1 (Books in form) 』伊丹敬之,資宗克行、月尾嘉男,児西清義、坂村健,金子郁容,林紘一郎,渋谷恭子,荒川昭,吉田光邦,星野克美,西山賢一共著 エヌ・ティ・ティ出版, 1987.10
- 『ネットワーク組織論』金子郁容共著. 岩波書店, 1988.1
- 『ネットワーク時代の組織戦略 『日本の組織』pilot book』塩原勉共編. 第一法規出版, 1988.10
- 『日本の企業』小宮隆太郎共編. 東京大学出版会, 1989.10
- 『プロセスとネットワーク 知識・技術・経済制度 (Books in form)』編, 川村尚也訳. NTT出版, 1989.10
- 『日本の組織 戦略と形態 第14巻  情報を自由につなぐニューウェイヴ ネットワークの組織』金子郁容と著者代表 第一法規出版, 1989.9
- 『日本の組織 戦略と形態 第16巻  明日の組織変革のために 高度情報社会の戦略と組織』野中郁次郎[ほか]共著 第一法規出版, 1989.9
- 『ソフトウェア進化論』編著, 安藤博[ほか]著. NTT出版, 1989.9
- 『21世紀型企業とネットワーク』総合研究開発機構共編著. NTT出版, 1992.2
- 『ベンチャーズインフラ 攻めの「セイフティネット」をつくる』監修,秋山喜久, KSベンチャーフォーラム,朝日監査法人編著. NTT出版, 1998.12
- 『情報技術と経済文化』編著. NTT出版, 2002.3

### 翻訳
- ミルトン・フリードマン『消費の経済理論』(現代経済学選書) 宮川公男共訳. 巌松堂出版, 1961
- R・マリス 編『企業と社会の理論』監訳. 日本経済新聞社, 1976
- ヘンリー・E.リッグス『ハイテク・カンパニーの経営戦略』監訳. 東洋経済新報社, 1985.5